# Cristina de Sajonia
Cristina de Sajonia (Torgau, 25 de diciembre de 1461-Odense, 8 de diciembre de 1521), fue reina consorte de Dinamarca desde 1481 hasta 1513, como esposa del rey Juan I. Al mismo tiempo, fue reina consorte de Noruega desde 1483 hasta 1513, y de Suecia entre 1497 y 1501. Fue la segunda soberana consorte de la Unión de Kalmar, que incluía estos tres reinos nórdicos.

## Biografía
En 1478 se comprometió con Juan, el hijo mayor de Cristián I de Dinamarca. Se convirtió en reina de Dinamarca y de Noruega en 1483. Mantuvo nominalmente el título de reina de Suecia desde 1483, pero por la oposición de Sten Sture, Juan y ella no serían reconocidos como tales sino hasta 1497.
En los tiempos turbulentos de la Unión de Kalmar, los suecos se sublevaron en 1501 contra el gobierno de Juan, en el inicio de la conocida como guerra dano-sueca (1501-1512). La reina Cristina se encargó personalmente de la defensa del castillo de Estocolmo y resistió al cerco durante ocho meses, hasta el 9 de mayo de 1502, tan sólo tres días antes de que el rey regresara de Dinamarca con una flota de auxilio. La reina fue encarcelada por órdenes de Sten Sture y permanecería prisionera hasta octubre de 1503, cuando Sten Sture decidió trasladarla a la frontera con Dinamarca.
Cristina fue una mujer sumamente piadosa y de gran apego a la Iglesia católica. Fundó dos monasterios de monjas, uno en Copenhague y otro en Odense. Fomentó la literatura y el arte sacro.
Después de la muerte del rey Juan, la reina Cristina vivió en el castillo de Næsbyhovet, en Odense. Murió en esa ciudad el 8 de diciembre de 1521 y sus restos descansan en la catedral de San Canuto, al lado de los del rey Juan. Construido por orden de ella, un fastuoso monumento con la imagen de los monarcas adorna la tumba.

## Familia
De su matrimonio con Juan de Dinamarca tuvo seis hijos, de los cuales solo dos alcanzarían la edad adulta:
1. Juan (1479).
2. Ernesto (1480).
3. Cristián II (1481-1559), rey de la Unión de Kalmar.
4. Jacobo (1482).
5. Isabel (1485-1555), se casó con el príncipe Joaquín I de Brandeburgo.
6. Francisco (1497-1511).